# Viven
Viven (prononcé [vivɛ̃] ; en béarnais Vivent ou Bibén) est une commune française située dans le département des Pyrénées-Atlantiques, en région Nouvelle-Aquitaine.
Le gentilé est Vivenois.

## Géographie

### Localisation
La commune de Viven se trouve dans le département des Pyrénées-Atlantiques, en région Nouvelle-Aquitaine.
Elle se situe à 22 km par la route de Pau, préfecture du département, et à 12 km de Serres-Castet, bureau centralisateur du canton des Terres des Luys et Coteaux du Vic-Bilh dont dépend la commune depuis 2015 pour les élections départementales.
La commune fait en outre partie du bassin de vie de Pau.
Les communes les plus proches sont : 
Auga (1,7 km), Doumy (1,9 km), Thèze (2,2 km), Argelos (2,3 km), Bournos (3,0 km), Séby (3,1 km), Lème (3,3 km), Astis (4,3 km).
Sur le plan historique et culturel, Viven fait partie de la province du Béarn, qui fut également un État et qui présente une unité historique et culturelle à laquelle s’oppose une diversité frappante de paysages au relief tourmenté.

### Communes limitrophes
Les communes limitrophes sont  Argelos, Auga, Doumy, Séby et Thèze.
|      | Auga  | Thèze   |
| Séby | Viven | Argelos |
|      | Doumy |         |

### Hydrographie
La commune est drainée par le Luy, le Balaing et par divers petits cours d'eau, constituant un réseau hydrographique de 8 km de longueur totale,.
Le Luy, d'une longueur totale de 154,5 km, prend sa source dans la commune d'Espoey et s'écoule d'est en ouest. Il traverse la commune et se jette dans l'Adour à Rivière-Saas-et-Gourby, après avoir traversé 65 communes.

### Climat
Pour des articles plus généraux, voir Climat de la Nouvelle-Aquitaine et Climat des Pyrénées-Atlantiques.
Historiquement, la commune est exposée à un climat de montagne.  
En 2020, Météo-France publie une typologie des climats de la France métropolitaine dans laquelle la commune est toujours exposée à un climat de montagne et est dans la région climatique Pyrénées atlantiques, caractérisée par une pluviométrie élevée (>1 200 mm/an) en toutes saisons, des hivers très doux (7,5 °C en plaine) et des vents faibles.
Pour la période 1971-2000, la température annuelle moyenne est de 13,2 °C, avec une amplitude thermique annuelle de 14,4 °C. Le cumul annuel moyen de précipitations est de 1 161 mm, avec 11,5 jours de précipitations en janvier et 7,6 jours en juillet. Pour la période 1991-2020, la température moyenne annuelle observée sur la station météorologique la plus proche, située sur la commune d'Uzein à 9 km à vol d'oiseau, est de 13,7 °C et le cumul annuel moyen de précipitations est de 1 093,8 mm,. Pour l'avenir, les paramètres climatiques de la commune estimés pour 2050 selon différents scénarios d’émission de gaz à effet de serre sont consultables sur un site dédié publié par Météo-France en novembre 2022.

### Milieux naturels et biodiversité
Aucun espace naturel présentant un intérêt patrimonial n'est recensé sur la commune dans l'inventaire national du patrimoine naturel,,.

## Urbanisme

### Typologie
Au 1er janvier 2024, Viven est catégorisée commune rurale à habitat dispersé, selon la nouvelle grille communale de densité à sept niveaux définie par l'Insee en 2022.
Elle est située hors unité urbaine. Par ailleurs la commune fait partie de l'aire d'attraction de Pau, dont elle est une commune de la couronne,. Cette aire, qui regroupe 227 communes, est catégorisée dans les aires de 200 000 à moins de 700 000 habitants,.

### Occupation des sols

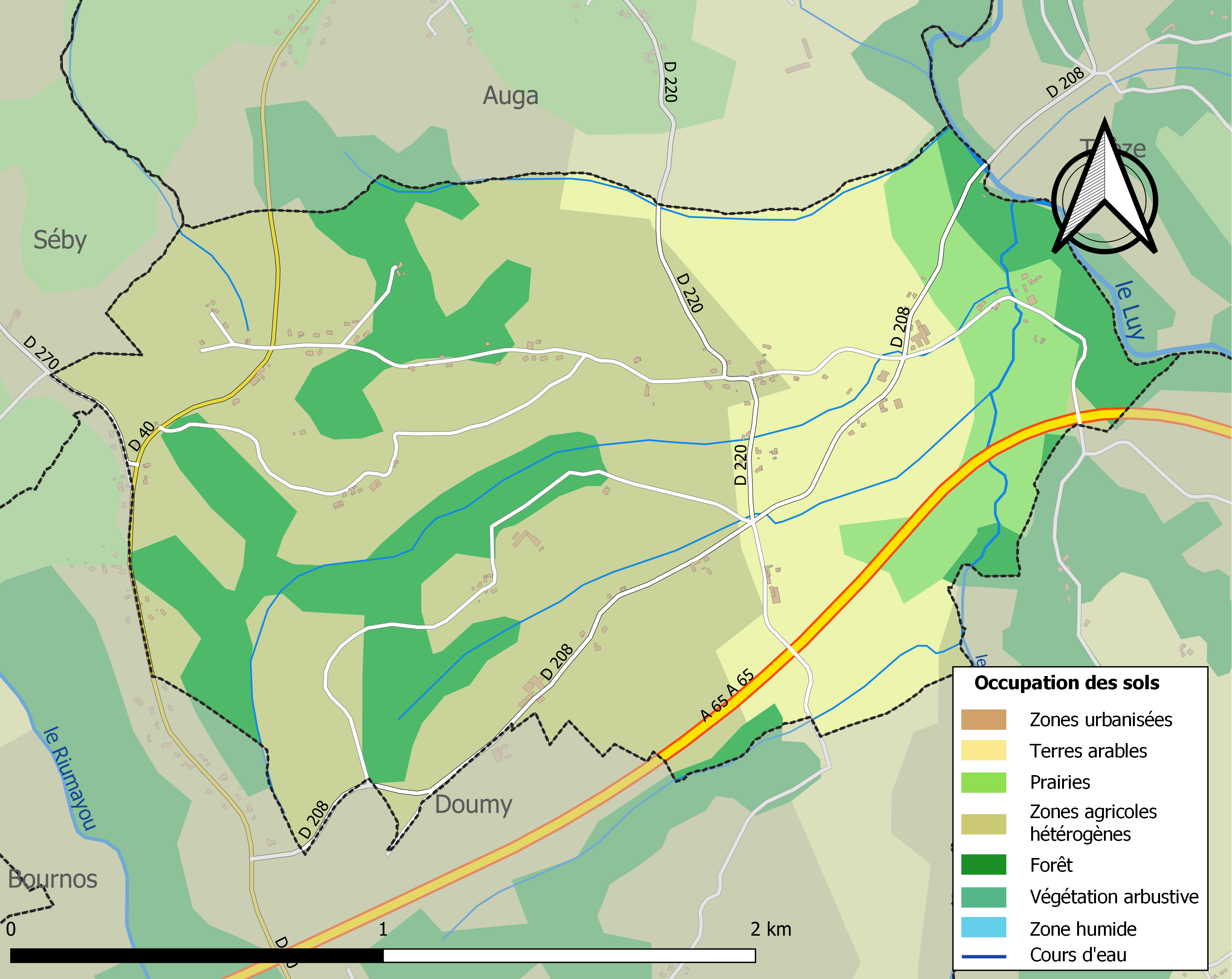
Carte des infrastructures et de l'occupation des sols de la commune en 2018 (CLC).

L'occupation des sols de la commune, telle qu'elle ressort de la base de données européenne d’occupation biophysique des sols Corine Land Cover (CLC), est marquée par l'importance des territoires agricoles (79,6 % en 2018), une proportion identique à celle de 1990 (79,6 %). La répartition détaillée en 2018 est la suivante : 
zones agricoles hétérogènes (50,6 %), terres arables (20,9 %), forêts (20,4 %), prairies (8,2 %). L'évolution de l’occupation des sols de la commune et de ses infrastructures peut être observée sur les différentes représentations cartographiques du territoire : la carte de Cassini (XVIIIe siècle), la carte d'état-major (1820-1866) et les cartes ou photos aériennes de l'IGN pour la période actuelle (1950 à aujourd'hui).

### Lieux-dits et hameaux
- Goulée
- Lamarche
- Moulin Larrieu
- Payce
- Péré

### Voies de communication et transports
La commune est desservie par les routes départementales D 40, D 208 et D 220.

### Risques majeurs
Le territoire de la commune de Viven est vulnérable à différents aléas naturels : météorologiques (tempête, orage, neige, grand froid, canicule ou sécheresse), inondations et séisme (sismicité modérée). Il est également exposé à un risque technologique, la rupture d'un barrage. Un site publié par le BRGM permet d'évaluer simplement et rapidement les risques d'un bien localisé soit par son adresse soit par le numéro de sa parcelle.

#### Risques naturels
Certaines parties du territoire communal sont susceptibles d’être affectées par le risque d’inondation par une crue à  débordement lent de cours d'eau, notamment le Luy. La commune a été reconnue en état de catastrophe naturelle au titre des dommages causés par les inondations et coulées de boue survenues en 1982, 2008, 2009 et 2018,.

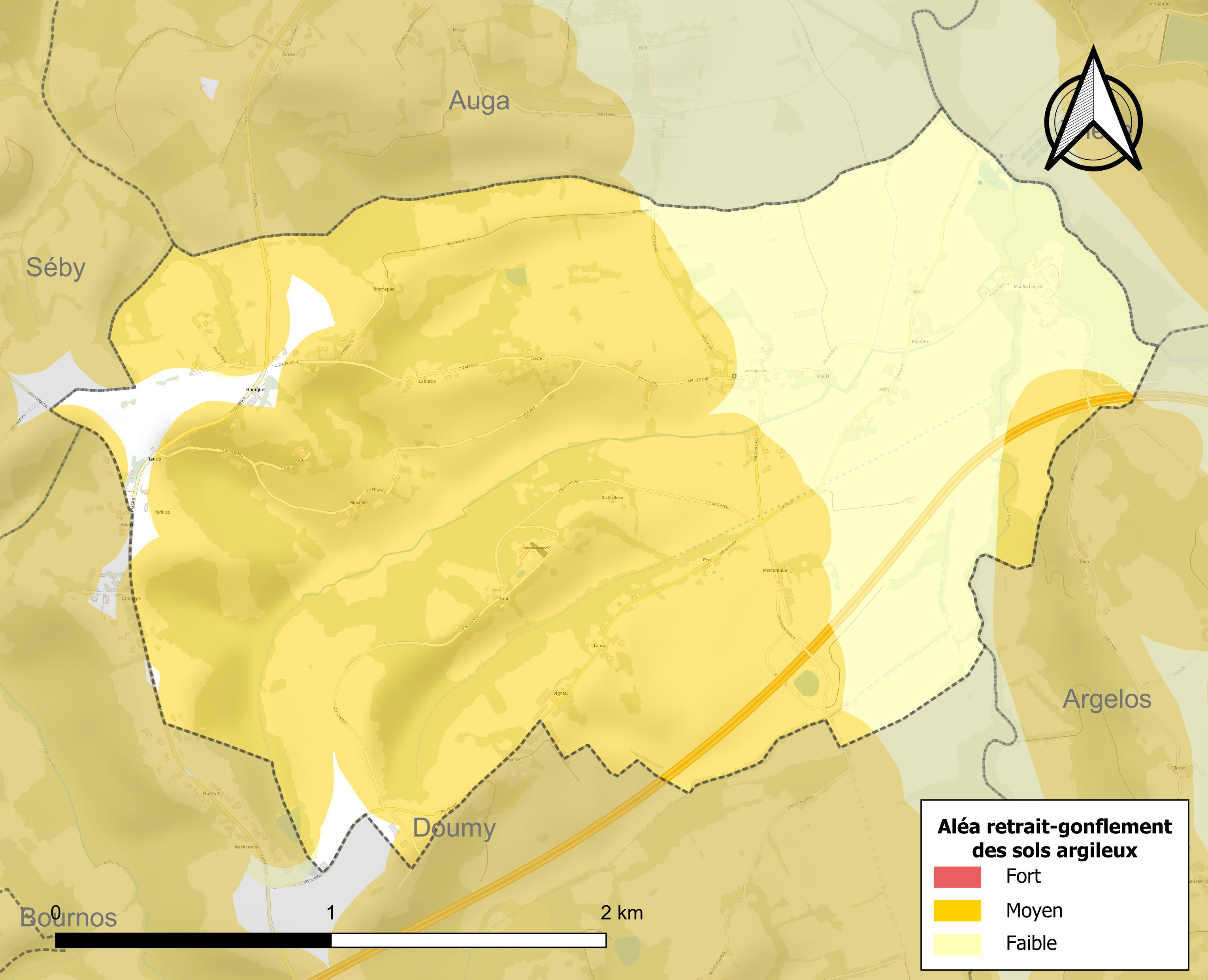
Carte des zones d'aléa retrait-gonflement des sols argileux de Viven.

Le retrait-gonflement des sols argileux est susceptible d'engendrer des dommages importants aux bâtiments en cas d’alternance de périodes de sécheresse et de pluie. 69,6 % de la superficie communale est en aléa moyen ou fort (59 % au niveau départemental et 48,5 % au niveau national). Depuis le 1er octobre 2020, en application de la loi ELAN, différentes contraintes s'imposent aux vendeurs, maîtres d'ouvrages ou constructeurs de biens situés dans une zone classée en aléa moyen ou fort,.

#### Risque technologique
La commune est en outre située en aval de barrages de classe A. À ce titre elle est susceptible d’être touchée par l’onde de submersion consécutive à la rupture de cet ouvrage.

## Toponymie
Le toponyme Viven apparaît sous les formes 
Vivent (1385, censier de Béarn), 
Biben (1481, notaires de Larreule), 
Bivent et Bibent (respectivement 1535 et 1538, réformation de Béarn).
Son nom béarnais est Vivent ou Bibén.

## Histoire
Paul Raymond note qu'en 1385, Viven comptait quinze feux et dépendait du bailliage de Pau.
La baronnie de Viven comprenait Argelos, Auriac et Viven et était vassale de la vicomté de Béarn. C'était Jean d'Arros qui a obtenu la baronnie de ces terrains, par lettres enregistrées au parlement de Pau le 4 juillet 1651.
Le château,  construit sur une base médiévale, a connu un célèbre épisode dit « Le complot de Viven » qui tenta de s'opposer aux réformes de Maupeou sous Louis XV.
À la Révolution le curé se réfugia au château auprès de la marquise de Mesplès qui y décéda en 1809.
Le château a de grandes influences ésotériques liées à la franc-maçonnerie que l'on retrouve notamment dans les planchers[réf. nécessaire].

## Politique et administration
| Période | Période  | Identité      | Étiquette | Qualité |
| ------- | -------- | ------------- | --------- | ------- |
| 1995    | En cours | Pierre Dartau | PS        |         |

### Intercommunalité
Viven fait partie de quatre structures intercommunales :
- la communauté de communes des Luys en Béarn ;
- le syndicat d'énergie des Pyrénées-Atlantiques ;
- le syndicat intercommunal d'alimentation en eau potable Luy - Gabas - Lées ;
- le syndicat intercommunal Lème - Thèze - Viven.

## Population et société

### Démographie
L'évolution du nombre d'habitants est connue à travers les recensements de la population effectués dans la commune depuis 1793. Pour les communes de moins de 10 000 habitants, une enquête de recensement portant sur toute la population est réalisée tous les cinq ans, les populations de référence des années intermédiaires étant quant à elles estimées par interpolation ou extrapolation. Pour la commune, le premier recensement exhaustif entrant dans le cadre du nouveau dispositif a été réalisé en 2004.

En 2022, la commune comptait 175 habitants, en évolution de −8,85 % par rapport à 2016 (Pyrénées-Atlantiques : +3,78 %, France hors Mayotte : +2,11 %).
| 1793 | 1800 | 1806 | 1821 | 1831 | 1836 | 1841 | 1846 | 1851 |
| ---- | ---- | ---- | ---- | ---- | ---- | ---- | ---- | ---- |
| 280  | 210  | 253  | 279  | 258  | 268  | 238  | 246  | 260  |

| 1856 | 1861 | 1866 | 1872 | 1876 | 1881 | 1886 | 1891 | 1896 |
| ---- | ---- | ---- | ---- | ---- | ---- | ---- | ---- | ---- |
| 238  | 240  | 240  | 250  | 249  | 206  | 151  | 153  | 136  |

| 1901 | 1906 | 1911 | 1921 | 1926 | 1931 | 1936 | 1946 | 1954 |
| ---- | ---- | ---- | ---- | ---- | ---- | ---- | ---- | ---- |
| 135  | 133  | 119  | 104  | 118  | 107  | 104  | 114  | 150  |

| 1962 | 1968 | 1975 | 1982 | 1990 | 1999 | 2004 | 2006 | 2009 |
| ---- | ---- | ---- | ---- | ---- | ---- | ---- | ---- | ---- |
| 141  | 103  | 118  | 124  | 166  | 156  | 162  | 166  | 172  |

| 2014 | 2019 | 2022 | - | - | - | - | - | - |
| ---- | ---- | ---- | - | - | - | - | - | - |
| 184  | 178  | 175  | - | - | - | - | - | - |

Viven fait partie de l'aire d'attraction de Pau.

## Culture locale et patrimoine

### Galerie

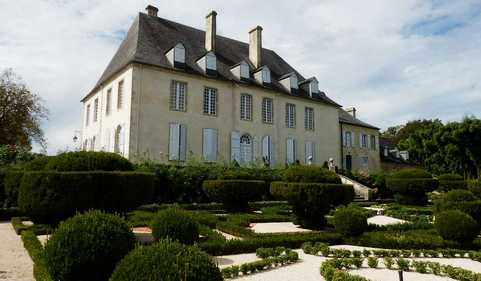
Château.
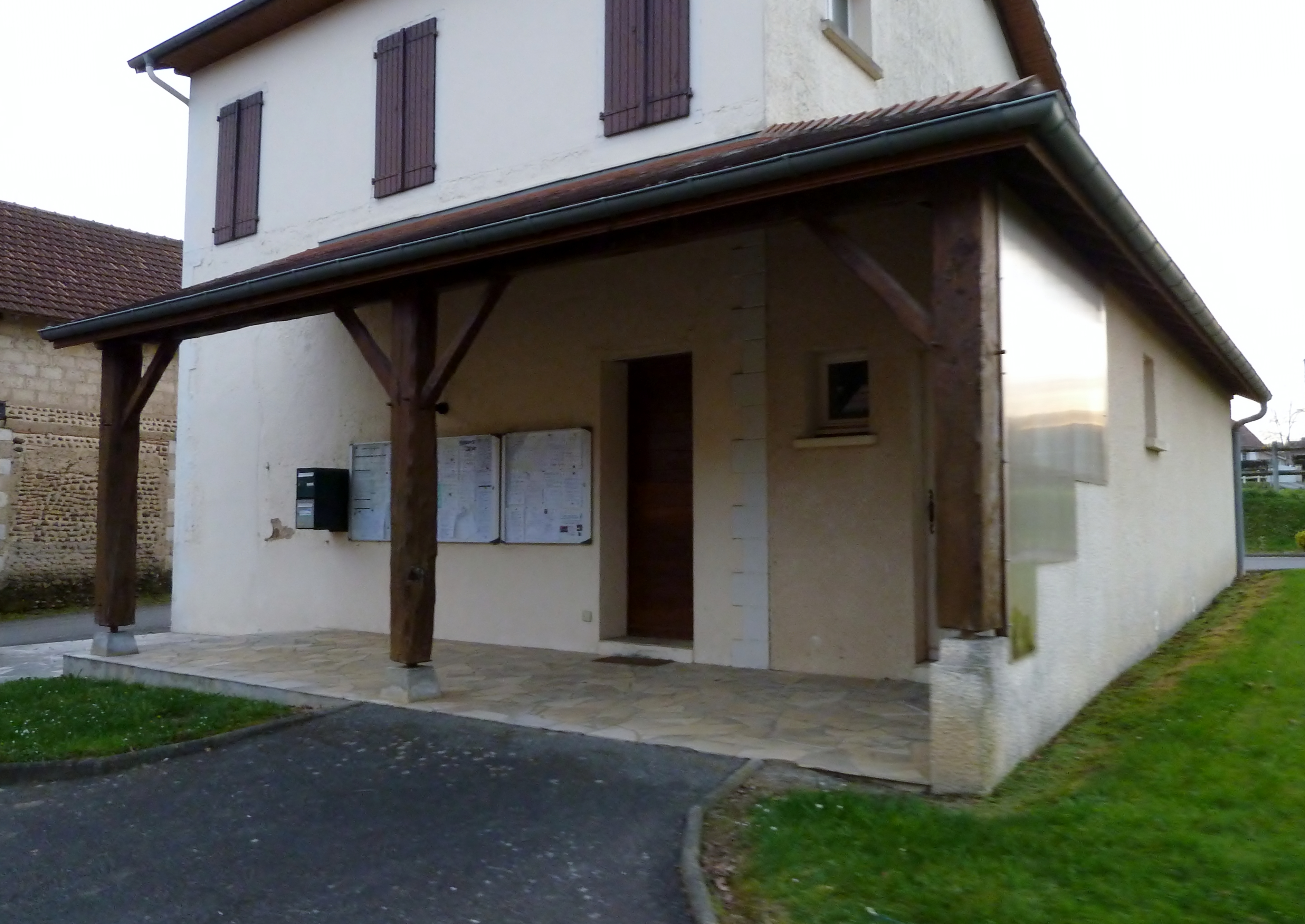
Mairie.
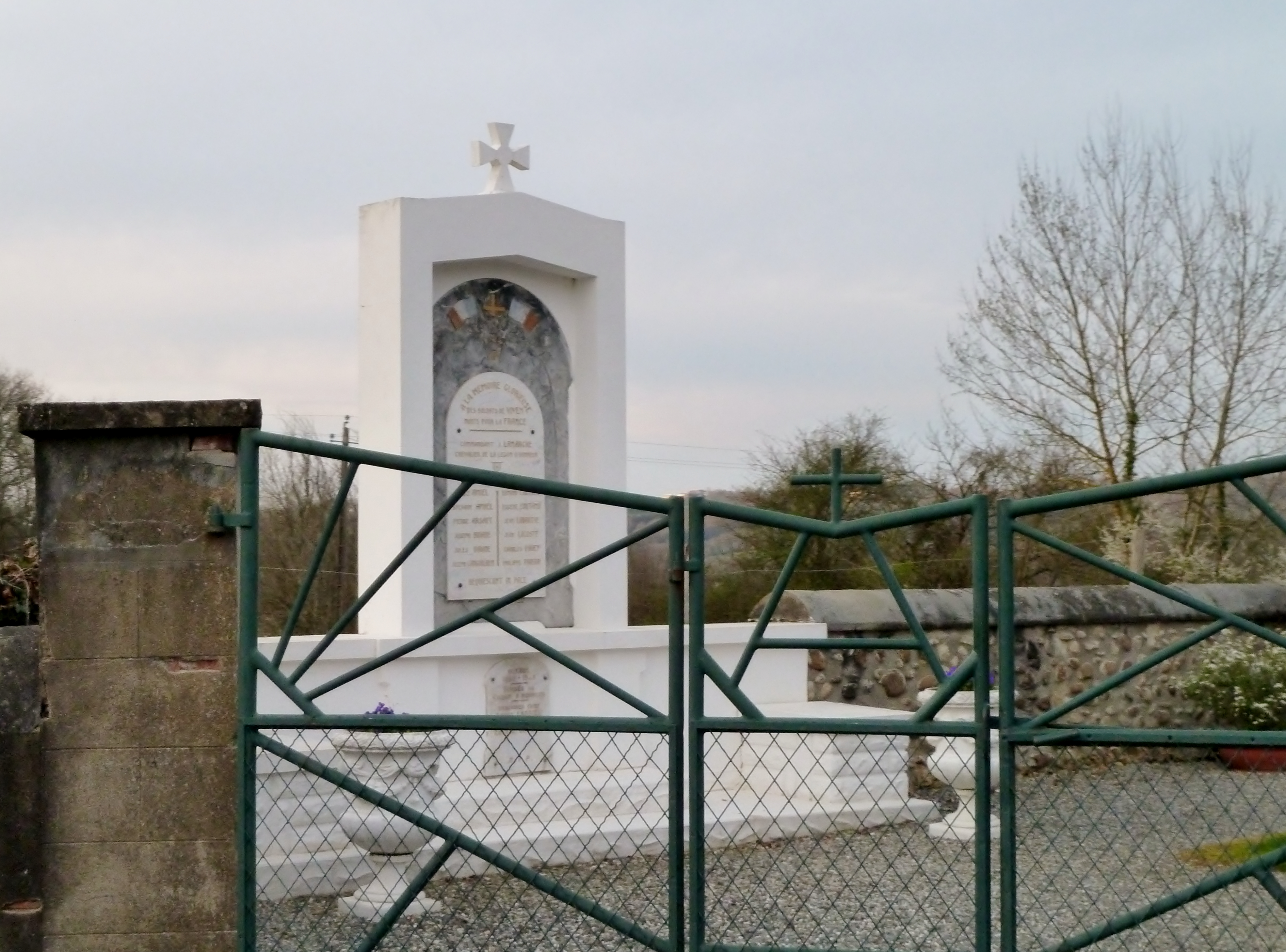
Monument aux morts.

### Patrimoine civil
Le pigeonnier du lieu-dit Lamarche fut édifié à la fin du XVIe siècle.
Aménagé par le marquis Jean-César de Mesplès, le château date du troisième quart du XVIIIe siècle. Établissement privé, mais à partir de 1982, le nouveau propriétaire a effectué une immense restauration. Ses jardins portent en 2020 le label « jardin remarquable ».
La commune présente un ensemble de demeures et de fermes des XVIIIe et XIXe siècles.
Le moulin du lieu-dit Moulin Larrieu fut reconstruit au XIXe siècle, en remplacement d'un moulin déjà porté sur la carte de Cassini.

### Patrimoine religieux
L'église Saint-Étienne fut édifiée au XIXe siècle. Elle abrite du mobilier inscrit à l'inventaire général du patrimoine culturel.

## Équipements
Enseignement
Viven ne dispose pas d'école et les enfants étaient orientés vers le groupe scolaire de Thèze jusqu'en 2022 et la dissolution du SIVU.

## Personnalités liées à la commune
- Jean d'Arros (16... - † 16...), fils de Jacques d'Arros et Catherine de Béarn, premier baron de Viven[50] ;
- Jean d'Arros (16... - † 1.... ), fils aîné de celui-ci et Catherine de Montaut Navailles, baron de Viven sans héritier masculin (fille unique, sans doute Magdeleine d'Arros)[50] ;
- Jean Anchot de Mesplès (vers 1690 - † 17...), gendre de Jean d'Arros (II), devenu premier marquis de Mesplès[50]
- Jean-César de Mesplès (1721 - † 1790 ou après), son fils, marquis, conseilleur puis président à mortier du Parlement de Navarre, gendre de premier président de ce parlement Paul de Roux de Gaubert par son épouse Marie-Angélique ;
- Georges Labazée (1943 - † 2022), ancien député, président du conseil général et sénateur, est né à Viven ;

- Louis dit « Le Nègre de Viven » (1754-1847) esclave qui fut jardinier du château et fut inhumé dans la crypte de l'église avec son maître Jean Navailles trésorier général des Antilles

.